# 日野家光
日野 家光（ひの いえみつ）は、鎌倉時代前期の公卿。藤原北家真夏流日野家、権中納言・日野資実の三男。官位は従二位・権中納言。藤原北家真夏流日野家15代当主。

## 経歴
元久2年（1205年）文章生になり、承元3年（1209年）に秀才となる。
承元4年（1210年）越中大掾に初任。承元5年（1211年）には右衛門尉に任ぜられる。六位蔵人を経て建暦3年（1213年）従五位下・宮内権大輔に叙任され、昇殿を許された。建保3年（1215年）に従五位上に叙され、建保5年（1217年）に大隅守を兼任。承久3年（1221年）右少弁に任ぜられ、貞応元年12月（1223年1月）に従四位下・権右中弁に叙任される。嘉禄元年（1225年）蔵人頭に補され、同年中に参議に任ぜられ公卿に列し、左大弁を兼ねた。
嘉禄2年（1226年）従三位・周防権守となる。寛喜3年（1231年）に正三位・権中納言に叙任されるが、病に依り文暦2年（1235年）に辞任した。嘉禎2年（1236年）に従二位に叙されるが、出家して嘉禎2年12月14日（1237年1月12日）薨去。享年38。

## 官歴
※以下、『公卿補任』の記載に従う。
- 元久2年（1205年）4月5日：文章生に補す。
- 承元2年（1208年）2月：院非蔵人。
- 承元3年（1209年）正月：秀才。
- 承元4年（1210年）正月：越中大掾に任ず。
- 承元5年（1211年）3月4日：献策（成信問）。4月1日：右衛門尉に任ず。
- 建暦2年（1212年）正月：六位蔵人に補す。4月9日：使。
- 建暦3年（1213年）正月16日：従五位下に叙爵。昇殿を聴す。4月7日：宮内権大輔に任ず。
- 建保3年（1215年）正月6日：従五位上に叙す。
- 建保5年（1217年）正月28日：大隅守に兼ぬ（巡蔵人、輔如元）。
- 建保6年12月16日（1219年1月4日）：東宮学士に補す。
- 建保7年（1219年）正月22日：守を止む。閏2月25日：五位蔵人に補す。
- 承久2年（1220年）正月26日：正五位下に叙す。
- 承久3年（1221年）4月20日：学士を止む（踐祚）。更蔵人。8月：新帝昇殿。8月2日：服解（母）閏10月19日：右少弁に任ず。
- 貞応元年（1222年）4月13日：左少弁に転ず。12月21日（1223年1月25日）：権右中弁に転ず。12月26日（1月30日）：従四位下に叙す（宣陽門）。
- 貞応3年（1224年）10月16日：右中弁に転ず。同月：右宮城使を兼ぬ。10月29日：従四位上に叙す。
- 嘉禄元年（1225年）4月27日：従四位上に叙す[1]。7月6日：蔵人頭に補す。左中弁に転ず。12月21日（1226年1月20日）：参議に任ず。左大弁を兼ぬ。
- 嘉禄2年（1226年）正月23日：丹波権守を兼ぬ。正月24日：造東大寺長官を兼ぬ。4月19日：正四位下に叙す（臨時）。11月4日：従三位に叙す（臨時）。
- 寛喜2年（1230年）正月24日：周防権守を兼ぬ。
- 寛喜3年（1231年）正月6日：正三位に叙す（弁労）。4月26日：権中納言に任ず。
- 文暦2年（1235年）4月16日：病に依りて辞す。
- 嘉禎2年（1236年）2月30日：従二位に叙す。

## 系譜
- 父：日野資実
- 母：平棟子（平棟範の娘）
- 妻：藤原忠綱の娘（中宮乳母）
  - 次男：日野資宣（1224-1292）
- 生母不明の子女
  - 長男：日野資定（?-?）
  - 男子：日野資兼
  - 養子：日野光国（1206-1270） - 実弟
  - 養子：宗恵